# Colegio Elías Calixto Pompa
El Elías Calixto Pompa es una institución educativa pública situada en la ciudad de Guatire, Venezuela. Es un patrimonio cultural de la ciudad, fue fundado en 1950, es el colegio más antiguo del Municipio Zamora que albergó una coeducación (educación mixta).
Debe su nombre al periodista, político y poeta, Elías Calixto Pompa Pompa.

## Historia

#### Fundación
Fue fundado el 14 de octubre de 1950, en el gobierno de Carlos Delgado Chalbaud.

#### Rehabilitación 2017
El ministerio de educación (FEDE) y los Bricomiles inició la rehabilitación integral de las instalaciones en 14 de julio de 2017 para mejorar las situaciones precarias que tenía. Posteriormente el 24 de octubre de 2017 se anuncia la reinauguración de la institución.

#### Rehabilitación 2022
Las Brigadas Comunitarias Militares para la Salud y la Educación (BRICOMILES) actúan para rehabilitación integral, logrando la impermeabilización de techos y pintada de paredes, en septiembre de 2022.

## Características

#### Ubicación
Está ubicado en la Calle Pedro León Torres, Calle 9 de diciembre y Calle Rondón, en la Hacienda el Rincón, ciudad de Guatire, situado en el Municipio Zamora, Estado Miranda, en Venezuela.